# Саид-Магомед Какиев
Саид-Магомед Шамаевич Какиев е руски офицер, полковник.
Служи в специалните части (спецназ) на ГРУ на Русия. Командир е на спецназ батальон „Запад“, действал по време на войната в Чечня. Там често хората му са наричани на него какиевци.
В края на 2007 г., след като напуска поста командир на батальон, получава назначение като заместник на военния комисар на Чечения по военно-патриотичното възпитание на младежта.
Какиев е награден с почетното звание „Герой на Русия“, 2 пъти с „Орден за мъжество“, 2 пъти с именно оръжие (пистолет).
На героя Какиев е посветена песента „Наш комбат Саид-Магомед“, изпълнявана от руския певец Александър Буйнов.